# Nagy napok (Így jártam anyátokkal)
A Nagy napok (Big Days) az Így jártam anyátokkal című televízió-sorozat hatodik évadának első epizódja (a sorozat 113. része). Eredetileg 2010. szeptember 20-án vetítették, míg Magyarországon 2011. szeptember 5-én. Ez volt az első epizód, amely a magyar szinkronban a rész elején bemondott hivatalos magyar címet kapott.
Ebben az epizódban Ted és Barney azon vitatkoznak, melyikük stoppolt le hamarabb egy lányt a bárban, majd Ted rájön, hogy ő Cindynek, a korábbi barátnőjének az ismerőse.Közben Robin Don elvesztése miatt bánkódik, Marshall pedig alig tudja féken tartani magát, ami a családalapítást illeti. 

## Cselekmény
Jövőbeli Ted szerint két nagy nap van minden szerelmi történetben: az első nap, amikor találkozol életed szerelmével, a második pedig, amikor elveszed őt. Egy előretekintésben láthatjuk Tedet, ahogy Marshallal egy sörön osztozkodnak egy esküvőt megelőzően. Marshall megkérdezi Tedet, hogy ideges-e, amire azt feleli, csak amiatt, hogy fog-e esni. Marshall szerint egyértelműen ideges, mert leszedi a sörről a címkét, és olyankor ezt szokta csinálni.
Visszatérvén a jelenbe Ted éppen osztályoz a bárban, és szedi lefelé a címkét a söréről. Barney leül mellé és azon kesereg, hogy mivel vége a jó időnek, most hónapokig nem láthat lányokat nyári ruhában. Megkérdezi, miért ideges, Ted erre azt feleli, hogy szeretné megszólítani azt a szőke lányt a pultnál, de nem meri. Barney azzal oldja meg a problémát, hogy "lestoppolja" őt. Elkezdenek a stoppoláson vitatkozni, majd arra jutnak, hogy Marshall majd segít igazságot tenni. Csakhogy Marshall és Lily éppen elfoglaltak: nekilátnak a gyerekvállalásnak, ezért Marshall hamarabb hazament a munkából, Lily pedig otthon készítette elő a hangulatot.
Ted arra jut, hogy figyelmen kívül hagyja a stoppolást, mire Barney előáll egy fiktív sztorival arról, hogy ha majd összejönnek, akkor ő az esküvőjükön bejelenti, hogy ő stoppolta le előbb, és ennek csúnya következményei lesznek. Ted ráhagyja a dolgot, és ekkor érkezik meg Robin, aki a Donnal való szakítása óta teljesen elhagyta magát. Ápolatlan, koszos, és rengeteget eszik. Visszaemlékezésben láthatjuk, ahogy Robin a szakítás után azt mondja Tednek, hogy nagyon jól ismeri saját magát, tudja, hogy le akar majd feküdni vele, de mégis, bármilyen nehéz lesz, mondjon rá nemet. Tednek már két hét után sem esik nehezére nemet mondani, látva Robin állapotát.
Eközben Marshall és Lily "babaprojektje" nem nagyon akar haladni. Ennek az is az oka, hogy egy nap postát kapnak: Marshall apja egy bölcsőt küldött nekik, amit saját kezűleg faragott. Lily mérges, mert Marshall megbeszéli az apjával életük összes kis intim titkát. Marshall erre elmondja, hogy igazából az egész iroda tudja. Lilynek nem tetszik, hogy az apja ilyen mélyen benne van az életükben: megpróbálta Lily rábírni, hogy vegye fel Marshall vezetéknevét, tanácsokat ad a fiának házastársi vitákra, és így tovább. Marshall mindazonáltal megvédi az apját, és kiderül az a terve is, hogy a szüleit szeretné a baba megszületése után beköltöztetni magukhoz.
Ted meg akarja venni 20 dollárért Barney stoppolási jogát, de erre már nincs szükség, mert megérkezik a lányhoz a barátnője, Cindy. Ted kínosan érzi magát, mert a Cindyvel való szakítása nem ért szépen véget, és attól is tart, hogy az a másik lány nem más, mint Cindy szobatársa. Cindy mégis észreveszi Tedet, köszönhetően Marshallék vitájának. Bocsánatot kérnek egymástól, és a lány megkérdi, tehet-e valamit érte. Ted csak annyit kér, mutassa be a barátnőjének. Cindy azt mondja, jöjjön oda hozzájuk búcsúzkodni, amikor elmennek.
Barney megvédi Marshallt Lily előtt, azt mondván, hogy ha neki lenne meg az apjának a száma, folyton vele beszélne. Marshall végül bocsánatot kér Lilytől, amikor ő is belátja, hogy az apja tényleg túlságosan benne van az életükben. Lily bevallja, hogy azért nem szeretne nagy felhajtást, mert így nagy rajta a nyomás, és fél tőle, mi lesz, ha valami baj történik. Közben Robin, bebizonyítva azt, hogy még mindig "nem járt le a szavatossága", kicsinosítja magát, átöltözik, és 14 másodperc alatt felszed egy srácot, csak azért, hogy bizonyíthasson Barneynak – majd elhajtja és eszik tovább.
Mikor távoznának, Ted oda akar menni Cindyhez, ám azt látja, hogy ő és a barátnője csókolóznak. Jövőbeli Ted elmeséli a gyerekeknek, hogy ő nem az anyjuk, hanem valaki másnak az anyja, akárcsak Cindy, mert ők egy leszbikus pár. Azt is felfedi a gyerekeknek, hogy az anyjukkal egy esküvőn találkozott.
Ismét a jövőben találjuk magunkat, az ominózus esküvőn. Ted megvallja, hogy azért ideges, mert ő a tanú, és neki kell pohárköszöntőt mondania. Ekkor megjelenik Lily és szól, hogy hívatják a tanút. Elkezd esni az eső, Ted pedig amiatt panaszkodik, hogy hoznia kellett volna egy esernyőt.
A záró jelenetben Marshall egy tucat ember előtt tart kiselőadást a gyerekvállalási problémáikról.

## Kontinuitás
- Lily aggodalma az Eriksen család túl szoros összetartásáról először "A pulykával tömött pocak" című részben jelent meg. Ugyanebben a részben közölte a családdal, hogy nem fogja felvenni Marshall vezetéknevét.
- Barney apaproblémái a "Nyílt kártyákkal" című rész után újból megjelennek.
- Ted megemlíti a sárga esernyőt, ami a "Most figyelj" című rész alapján kulcsfontosságú volt, amikor találkozott a feleségével.
- A "Beboszetesza" című részben Ted arra mutatott rá, hogy Lily is leszedegeti a címkéket idegességében.
- Barney ismét kamu történelemleckét ad.
- Ted és Barney utoljára a "Háromnapos havazás" című részben stoppoltak.
- A "Skótdudások" című részben látottak alapján Marshall képtelen logikus érvelésre, ha Lilyvel vitatkozik.
- "A legutolsó cigi" című rész szerint Lily ebben a részben szokott le végleg a dohányzásról.
- Marshallt "Nagy Sütniek" nevezik a kollégái.
- Marshall ismét hitet tesz a paranormális jelenségek létezése mellett.

## Jövőbeli visszautalások
- A "Romboló építész" című részben is hasonlóképpen jár Ted: egy egész epizódon keresztül hajtana egy lányra, mire kiderül, hogy számára elérhetetlen.
- Robin a "Befejezetlen" című részig bánkódik Don miatt.
- Marshall a "Rossz hír" című részben mondja el Lilynek, hogy mindig azonnal felhívja az apját, ha jó híreket kap, de sosem, ha rosszat.
- Barney végül az "Apu a fergeteges" című részben találkozik az igazi apjával.
- Barney az "Elfogadom a kihívást" című részben, amikor meglátja Norát nyári ruhában, megjegyzi, hogy azt hitte, hogy ehhez már késő van.
- Ez az első epizód, amely képsorokat tartalmaz Barney és Robin esküvőjéről.
- Ted legközelebb a "Zenekar vagy DJ" című részben találkozik Cindyvel és barátnőjével.
- Az "Álomba ringató esti mesék" Robinról szóló története ekkortájt játszódik.

## Érdekességek
- Az epizódban Marshallnál egy iPhone 4-es telefon van, azonban abban a jelenetben, amikor Lilyvel vitatkoznak az asztalnál, az egyik vágásban egy iPhone 3G van a kezében.
- Ez az első epizód, amelyben látható Tednek az öltönyén az orgona, amelyet az Anyának adott az első találkozásuk alkalmával (bár ezt a sorozatban nem láthatjuk).

## Vendégszereplők
- Lyndsy Fonseca - Penny Mosby
- David Henrie - Luke Mosby
- Bill Fagerbakke - Marvin Eriksen Sr.
- Rachel Bilson - Cindy
- Kaylee Anne DeFer - Cindy barátnője
- Michael Edwin - futársrác
- Peter Katona - 1. munkatárs
- Brian Jones - 2. munkatárs
- James Ryen - 3. munkatárs
- Daniel Kash - fickó
- Lou George - Bob
- Bette Rae - Gertrude
- Aaron Takahashi - Bill

## Zene
- George Harrison - "Ballad of Sir Frankie Crisp (Let It Roll)"
- Ola Podrida - "Run Off the Road"